# ريمون ودارد برينك
ريمون ودارد برينك (بالإنجليزية: Raymond Woodard Brink)‏ هو رياضياتي أمريكي، ولد في 4 يناير 1890 في نيوآرك في الولايات المتحدة، وتوفي في 27 ديسمبر 1973 في لاهويا في الولايات المتحدة.